# Ditt Inre
Ditt Inre är en indieduo från Stockholm, bestående av Hampus Klint och Einar Andersson, signade till skivbolaget Cascine. Ditt Inre har bland annat uppmärksammats av Pitchfork, The Guardian, Vice (magazine), Stereogum och The Line of Best Fit

## Diskografi

### Album
- Värd mer än guld (2013). LP på Cascine, CD på Tugboat Records.

### EP's
- En värld i brand (2012). Cascine.

### Singlar
- Formulär 1A - The Remixes (2014). Cascine.
- Inget Val/Din Röst (2012). Cascine.

### Samlingsskivor
- Cascine Standouts: 2010-2012 (2012). Cascine.